# میشک دیان
میشک دیان (انگلیسی: Meshach Dean; March 1870 – ۱۹۱۶ (۴۵−۴۶ سال)) بازیکن فوتبال اهل پادشاهی متحد بریتانیای کبیر و ایرلند بود.
از باشگاه‌هایی که در آن بازی کرده‌است می‌توان به باشگاه فوتبال پورت ویل اشاره کرد.